# عسکر عسکروف
عسکر عسکروف (روسی: Аскар Сайпулаевич Аскаров؛ زادهٔ ۹ اکتبر ۱۹۹۲) ورزشکار هنرهای رزمی ترکیبی اهل روسیه است.